# José Ignacio Paliza
Jose Ignacio Paliza (Santo Domingo, 1º settembre 1981) è un politico dominicano. È presidente del Partito Rivoluzionario Moderno dal 14 giugno del 2018. Dal 16 agosto 2020 è Ministro Amministrativo della Presidenza nel governo di Luis Abinader.

## Biografia
José Ignacio Ramón Paliza Nouel nasce il 1º settembre del 1981, nella città di Santo Domingo, Repubblica Dominicana. È figlio di Grace Malvina Nouel Henríquez e dell'imprenditore Juan Ignacio Paliza García (1946–2014). Il suo nonno paterno è stato un immigrato spagnolo che si dedicò alla produzione di caffè sin da quando arrivò nel paese.
Ha due fratelli, Rodolfo José Paliza Nouel e María Margherita Méndez Nouel. È sposato con Isabel Sfoggiava Brugal Portela, ed è padre di Javier José (n. marzo 2017).
Ha realizzato i suoi studi primari nella Scuola Santa José nel paesino di Puerto Plata e i secondari nel collegio preuniversitario Lux Mundi a Santo Domingo.
Nel 2003, Paliza ha ottenuto una laurea in Diritto (Magna Cum Laude), nell'Università Iberoamericana (UNIBE); successivamente ha conseguito un master in Studi Internazionali del Diritto presso l'Università di Georgetown, a Washington DC nel 2005.
Inoltre ha conseguito un master in Diritto con Certificato in Affari e Politiche Pubbliche presso la Scuola di Diritto e alla Wharton Business School dell'Università della Pennsylvania, a Philadelphia nel 2006; infine ottenne un master certificato in Amministrazione di Finanze Pubbliche alla Scuola di Governo John F. Kennedy dell'Università di Harvard, a Cambridge, Massachusetts nel 2007

## Carriera politica

### Riconoscimenti e meriti
Lungo la sua carriera politica ha ricevuto numerose visite nazionali, come varie distinzioni internazionali, tra quelle che si possono menzionare:
- Medaglia al Merito Giovanile: conferita dal Senato della Repubblica Dominicana nel 1999 con motivo della celebrazione del Giorno Nazionale della Gioventù;
- Delegato Dominicano presso il Ritrovo Mondiale di Líderes del Futuro: organizzato dalla Presidential Classroom, nella città di Washington D.C.;
- Globale Shaper del Foro Economico Mondiale: rappresentante dominicano, 2011;
- Onore al Merito: conferito dall'Università Tecnologica di Santiago, 2017.

È stato designato a giugno del 2005 Segretario Politico della Partita Rivoluzionaria Dominicano (PRD), raggiungendo detta distinzione con appena 23 anni di età. Il 16 di agosto del 2010 ha prestato giuramento come Deputato alla Camera dei Deputati della Repubblica Dominicana, in rappresentanza della provincia di Puerto Plata, divenendo il legislatore più giovane ad occupare un posto nel Congresso Nazionale della Repubblica Dominicana. Nelle elezioni di maggio del 2016, viene eletto Senatore della Repubblica, sempre in rappresentazione della Provincia di Puerto Plata. Attualmente, è Presidente del Partito Rivoluzionario Moderno ed anche membro del Consiglio Nazionale della Magistratura.
Il 16 agosto 2020, il nuovo Presidente Costituzionale della Repubblica Dominicana, Luis Abinader lo nomina, tramite il Decreto Presidenziale 324-20, Ministro Amministrativo della Presidenza.